# Distretto di Maghnia
Il distretto di Maghnia è un distretto della provincia di Tlemcen, in Algeria.

## Comuni
Il distretto di Maghnia comprende 2 comuni:
- Hammam Boughrara
- Maghnia

| Controllo di autorità | VIAF (EN) 133148570702824311756 |